# Dłużec Mały
Dłużec Mały (deutsch Klein Langwalde) ist ein kleiner Ort in der polnischen Woiwodschaft Ermland-Masuren und gehört zur Gmina Korsze (Stadt- und Landgemeinde Korschen) im Powiat Kętrzyński (Kreis Rastenburg).

## Geographische Lage
Dłużec Mały liegt in der nördlichen Mitte der Woiwodschaft Ermland-Masuren, 23 Kilometer nordwestlich der Kreisstadt Kętrzyn (deutsch Rastenburg).

## Geschichte
Vor 1945 war Klein Langwalde ein großes Vorwerk und ein Wohnplatz innerhalb des Gutsbezirks (ab 1928: Landgemeinde) Glaubitten (polnisch Głowbity) im Kreis Rastenburg im Regierungsbezirk Königsberg in der preußischen Provinz Ostpreußen.
In Kriegsfolge kam Klein Langwalde 1945 mit dem gesamten südlichen Ostpreußen zu Polen und erhielt die polnische Namensform „Dłużec Mały“. Die heutige Siedlung (polnisch Osada) ist eine Ortschaft innerhalb der Stadt- und Landgemeinde Korsze (Korschen) im Powiat Kętrzyński (Kreis Rastenburg), bis 1998 der Woiwodschaft Olsztyn, seither der Woiwodschaft Ermland-Masuren zugeordnet.

## Kirche
Klein Langwalde war bis 1945 in die evangelische Kirche Leunenburg (polnisch Sątoczno) in der Kirchenprovinz Ostpreußen der Kirche der Altpreußischen Union sowie in die katholische Kirche Sturmhübel (polnisch Grzęda) im Bistum Ermland eingepfarrt.
Heute gehört Dłużec Mały katholischerseits zur Pfarrei Łankiejmy (Langheim) im jetzigen Erzbistum Ermland, evangelischerseits zur Pfarrei Kętrzyn (Rastenburg) mit den Filialkirchen Barciany (Barten) und Bartoszyce (Bartenstein) in der Diözese Masuren der Evangelisch-Augsburgischen Kirche in Polen.

## Verkehr
Dłużec Mały liegt nördlich der Woiwodschaftsstraße 592 und ist von Kowalewo Małe (Wotterkeim) aus über eine Nebenstraße zu erreichen, die als Landweg eine Fortsetzung bis nach Dłużec Wielki (Groß Langwalde) findet.
Eine Anbindung an den Bahnverkehr existiert nicht.